# Ángel María Villar
Ángel María Villar Llona (ur. 21 stycznia 1950 w Bilbao) – hiszpański piłkarz grający na pozycji pomocnika, reprezentant kraju, działacz piłkarski, z wykształcenia prawnik.

## Kariera piłkarska
Ángel María Villar karierę piłkarską rozpoczął w 1961 roku w juniorach Athleticu Bilbao, w których występował do 1969 roku. Następnie przeszedł do profesjonalnej drużyny klubu, jednak z powodu silnej konkurencji w klubie grał w latach 1969–1971 na wypożyczeniach w: Galdakao (1969–1970) oraz w CD Getxo (1970–1971), po czym wrócił do Athleticu Bilbao, z którym w sezonie 1972/1973 zdobył Puchar Króla Hiszpanii po wygranej w finale 29 czerwca 1973 roku na Estadio Vicente Calderón w Madrycie 2:0 z CD Castellón. Z klubem zajął dwukrotnie 3. miejsce w Primera División (1977, 1978), a w sezonie 1976/1977 dotarł do finału Pucharu Hiszpanii (przegrana w finale 2:2 k. 7:8 z Realem Betis Sewilla 25 czerwca 1977 na Estadio Vicente Calderón w Madrycie) oraz do finału Pucharu UEFA (przegrana w finale rywalizacja z włoskim Juventusem Turyn – 0:1, 2:1).
24 marca 1974 roku podczas bezbramkowo zremisowanego domowego meczu ligowego z FC Barceloną zaatakował gwiazdę Dumy Katalonii – Johana Cruijffa, za co został zawieszony na cztery mecze, jednak potem zawodnicy pogodzili się.
Po sezonie 1980/1981 zakończył piłkarską karierę po rozegraniu w barwach Athleticu Bilbao 361 meczów oraz zdobyciu 11 goli.

## Kariera reprezentacyjna
Ángel María Villar w 1972 roku rozegrał 1 mecz w amatorskiej reprezentacji Hiszpanii.
W latach 1973–1979 seniorskiej reprezentacji Hiszpanii rozegrał 22 mecze, w których zdobył 3 gole. Debiut zaliczył 17 października 1973 roku na stadionie BJK İnönü w bezbramkowo zremisowanym meczu towarzyskim z reprezentacją Turcji (50. mecz reprezentacji Turcji), natomiast ostatni mecz rozegrał 9 grudnia 1979 roku na stadionie Tsirio w wygranym 3:1 meczu eliminacyjnym mistrzostw Europy 1980 z reprezentacją Cypru, w którym w 5. minucie otworzył wynik meczu, a w 72. minucie został zastąpiony przez Jesúsa Maríę Zamorę i tym samym pomógł drużynie w awansie na turniej rozgrywany we Włoszech, na który nie został powołany.

## Statystyki

### Reprezentacyjne
| Reprezentacja        | Rok     | Mecze | Gole |
| -------------------- | ------- | ----- | ---- |
| Hiszpania (amatorzy) | 1972    | 1     | 0    |
| Łącznie              | Łącznie | 1     | 0    |
| Hiszpania            | 1973    | 1     | 0    |
| Hiszpania            | 1974    | 2     | 0    |
| Hiszpania            | 1975    | 2     | 1    |
| Hiszpania            | 1976    | 3     | 0    |
| Hiszpania            | 1977    | 3     | 0    |
| Hiszpania            | 1978    | 6     | 1    |
| Hiszpania            | 1979    | 5     | 1    |
| Łącznie              | Łącznie | 22    | 3    |

| Mecze i gole w reprezentacji | Mecze i gole w reprezentacji | Mecze i gole w reprezentacji | Mecze i gole w reprezentacji | Mecze i gole w reprezentacji | Mecze i gole w reprezentacji | Mecze i gole w reprezentacji | Mecze i gole w reprezentacji |
| Lp.                          | Data                         | Miasto                       | Przeciwnik                   | Wynik                        | Gole                         | Rozgrywki                    | Uwagi                        |
| ---------------------------- | ---------------------------- | ---------------------------- | ---------------------------- | ---------------------------- | ---------------------------- | ---------------------------- | ---------------------------- |
| 1.                           | 17.10.1973                   | Stambuł                      | Turcja                       | 0:0                          |                              | Mecz towarzyski              | 90'                          |
| 2.                           | 12.10.1974                   | Buenos Aires                 | Argentyna                    | 1:1                          |                              | Copa de la Hispanidad 1974   | od 69'                       |
| 3.                           | 20.11.1974                   | Glasgow                      | Szkocja                      | 2:1                          |                              | El. Euro 1976                | 90'                          |
| 4.                           | 05.02.1975                   | Walencja                     | Szkocja                      | 1:1                          |                              | El. Euro 1976                | 90'                          |
| 5.                           | 16.11.1975                   | Bukareszt                    | Rumunia                      | 2:2                          | Gol                          | El. Euro 1976                | 90'                          |
| 6.                           | 24.04.1976                   | Madryt                       | RFN                          | 1:1                          |                              | El. Euro 1976                | 90'                          |
| 7.                           | 22.05.1976                   | Monachium                    | RFN                          | 0:2                          |                              | El. Euro 1976                | do 46'                       |
| 8.                           | 10.10.1976                   | Sewilla                      | Jugosławia                   | 1:0                          |                              | El. Mundialu 1978            | 90'                          |
| 9.                           | 09.02.1977                   | Dublin                       | Irlandia                     | 1:0                          |                              | Mecz towarzyski              | 90'                          |
| 10.                          | 27.03.1977                   | Alicante                     | Węgry                        | 1:a                          |                              | Mecz towarzyski              | 90'                          |
| 11.                          | 16.04.1977                   | Bukareszt                    | Rumunia                      | 0:1                          |                              | El. Mundialu 1978            | 90'                          |
| 12.                          | 25.01.1978                   | Madryt                       | Włochy                       | 2:1                          |                              | Mecz towarzyski              | od 46'                       |
| 13.                          | 29.03.1978                   | Gijón                        | Norwegia                     | 3:0                          | Gol                          | Mecz towarzyski              | do 46'                       |
| 14.                          | 04.10.1978                   | Zagrzeb                      | Jugosławia                   | 2:1                          |                              | El. Euro 1980                | 90'                          |
| 15.                          | 08.11.1978                   | Paryż                        | Francja                      | 0:1                          |                              | Mecz towarzyski              | 90'                          |
| 16.                          | 15.11.1978                   | Walencja                     | Rumunia                      | 1:0                          |                              | El. Euro 1980                | 90'                          |
| 17.                          | 13.12.1978                   | Salamanka                    | Cypr                         | 5:0                          |                              | El. Euro 1980                | do 46'                       |
| 18.                          | 14.03.1979                   | Bratysława                   | Czechosłowacja               | 0:1                          |                              | Mecz towarzyski              | 90'                          |
| 19.                          | 04.04.1979                   | Krajowa                      | Rumunia                      | 2:2                          |                              | El. Euro 1980                | 90'                          |
| 20.                          | 26.09.1979                   | Vigo                         | Portugalia                   | 1:1                          |                              | Mecz towarzyski              | od 46'                       |
| 21.                          | 10.10.1979                   | Walencja                     | Jugosławia                   | 0:1                          |                              | El. Euro 1980                | 90'                          |
| 22.                          | 09.12.1979                   | Limassol                     | Cypr                         | 3:1                          | Gol                          | El. Euro 1980                | do 72'                       |

## Sukcesy
Athletic Bilbao
- 3. miejsce w Primera División: 1977, 1978
- Puchar Króla Hiszpanii: 1973
- Finał Pucharu Króla Hiszpanii: 1977
- Finał Pucharu UEFA: 1977

## Kariera działacza
Ángel María Villar jeszcze w trakcie kariery piłkarskiej ukończył w 1979 roku studia prawnicze, a potem przez następne lata pracował w zawodzie w różnych organizacjach piłkarskich (był jednym z założycieli Hiszpańskiego Związku Piłkarzy w 1978 roku.

### Praca w Królewskim Hiszpańskim Związku Piłki Nożnej
Następnie pracował w Królewskim Hiszpańskim Związku Piłki Nożnej, w którym w 1988 roku José Luisa Rocę na stanowisku prezesa, na którym w 2017 roku został zastąpiony przez Juana Luisa Larreę. Za jego kadencji reprezentacja Hiszpanii zdobyła m.in.: mistrzostwo świata 2018 w Południowej Afryce oraz dwukrotnie mistrzostwo Europy (2008, 2012).
Był głównym pomysłodawcą kandydatury Hiszpanii i Portugalii na współgospodarzy mistrzostw świata 2018, jednak ostatecznie wybór padł na Rosję.
16 lutego 2012 roku został wybrany na siódmą kadencję, a w 2016 roku na ósmą kadencję.

### Praca w FIFA i UEFA
Wkrótce Villar wkrótce został wiceprezydentem UEFA, jednak po kontrowersyjnym odpadnięciu reprezentacji Hiszpanii w ćwierćfinale mistrzostw świata 2002 w Korei Południowej i Japonii (przegrana z reprezentacją Korei Południowej po rzutach karnych 3:5 – 0:0) zrezygnował ze stanowiska, jednak natychmiast został mianowany na to stanowisko, a dodatkowo został przewodniczącym Komisji Sędziowskiej UEFA oraz FIFA.
W okresie od 8 października 2015 roku do 14 września 2016 roku po zawieszeniu Michela Platiniego był pełniącym obowiązki prezydenta UEFA, a 13 listopada 2015 roku został ukarany grzywną w wysokości 25 000 franków szwajcarskich oraz ostrzeżenie od Komisji Etyki UEFA za brak współpracy w dochodzeniu w sprawie wyboru Kataru na gospodarza mistrzostw świata 2018.
16 marca 2017 roku zastąpił Issę Hayatou na stanowisku wiceprezydenta FIFA.

### Aresztowanie
18 lipca 2017 roku został aresztowany pod zarzutem defraudacji funduszy. Dziewięć dni później, 27 lipca 2017 roku zrezygnował z zajmowanych stanowisk w FIFA i UEFA, a wkrótce potem został odwołany ze stanowiska prezesa Królewskiego Hiszpańskiego Związku Piłki Nożnej.

## Życie prywatne
13 września 2016 roku w meksykańskim Toluca bratanica Ángela Maríi Villara – María Villar Galaz została porwana, potem zamordowana.